# Lochitoencyrtus gahani
Lochitoencyrtus gahani är en stekelart som beskrevs av De Santis 1964. Lochitoencyrtus gahani ingår i släktet Lochitoencyrtus och familjen sköldlussteklar. Inga underarter finns listade i Catalogue of Life.